# Athyrium fenzlianum
Athyrium fenzlianum là một loài dương xỉ trong họ Athyriaceae. Loài này được O.Deg. & I.Degen. mô tả khoa học đầu tiên năm 1958.
Danh pháp khoa học của loài này chưa được làm sáng tỏ. 